# Najpiękniejsze polskie kolędy
Najpiękniejsze polskie kolędy – drugi album studyjny polskiej aktorki i piosenkarki Agnieszki Włodarczyk. Znalazły się na nim kolędy zaaranżowane przez Konrada Bilińskiego. Wydawnictwo ukazało się 22 listopada 2011 nakładem wytwórni My Music.

## Lista utworów
Opracowano na podstawie materiału źródłowego.
| 1.  | „Cicha noc”                         | 3:21  |
|     |                                     |       |
| 2.  | „Gdy się Chrystus rodzi”            | 3:57  |
|     |                                     |       |
| 3.  | „Pójdźmy wszyscy do stajenki”       | 3:24  |
|     |                                     |       |
| 4.  | „Jezus malusieńki”                  | 4:24  |
|     |                                     |       |
| 5.  | „Bóg się rodzi”                     | 4:15  |
|     |                                     |       |
| 6.  | „Wśród nocnej ciszy”                | 4:43  |
|     |                                     |       |
| 7.  | „Przybieżeli do Betlejem”           | 3:36  |
|     |                                     |       |
| 8.  | „Gdy śliczna Panna”                 | 2:59  |
|     |                                     |       |
| 9.  | „Dzisiaj w Betlejem”                | 3:33  |
|     |                                     |       |
| 10. | „Cicha noc” (wersja instrumentalna) | 3:26  |
|     |                                     |       |
|     |                                     | 37:38 |
|     |                                     |       |